# 多脉鹅耳枥
多脉鹅耳枥（学名：Carpinus polyneura）为桦木科鹅耳枥属的植物，是中国的特有植物。分布于中国大陆的陕西、湖北、福建、江西、四川、广东、浙江、湖南、贵州等地，生长于海拔900米至1,600米的地区，一般生于山坡林中，目前尚未由人工引种栽培。

## 异名
- Carpinus polyneura Franch. var. glanduloso-punctata C. J. Qi
- Carpinus polyneura Franch. var. sungpanensis (Hsia) P. C. Li
- Carpinus polyneura Franch. var. tsunyihensis (Hu) P. C. Li
- Carpinus tsunyihensis Hu